# Marc Delmas
Marc Delmas (* 28. März 1885 in Saint-Quentin; † 30. November 1931 in Paris) war ein französischer Komponist.
Delmas studierte am Conservatoire de Paris bei Xavier Leroux und Paul Vidal. Mit der Kantate Le Poète et la Fée gewann er 1919 den Second Grand Prix de Rome. Er wurde vor allem als Komponist von Bühnenwerken bekannt (darunter die Oper Laïs, Digione 1908 und die Operette Sylvette, Paris 1932), komponierte aber auch kammermusikalische Werke, eine Balade féerique für Chor und Klavier und eine Rapsodie Lusacienne für Violine und Orchester (1928).
Delmas nahm interessierten Anteil an der Chorbewegung und beteiligte sich am Conseil Supérieur de la Musique Populaire.

## Werke
- Jean de Calais (Calais 1907)
- Stefano (Saint-Quentin 1911)
- Camille (Paris 1921)
- Anne-Marie (Konzert-Aufführung. Paris 1911, Bühnenaufführung Tourcoing 1922)
- Iriam (Bordeaux 1923)
- Cycra (aufgeführt als Ballett Paris 1927)
- Le Masque (Nizza 1926)
- La Giaour (Vichy 1928)